# Taima-dera

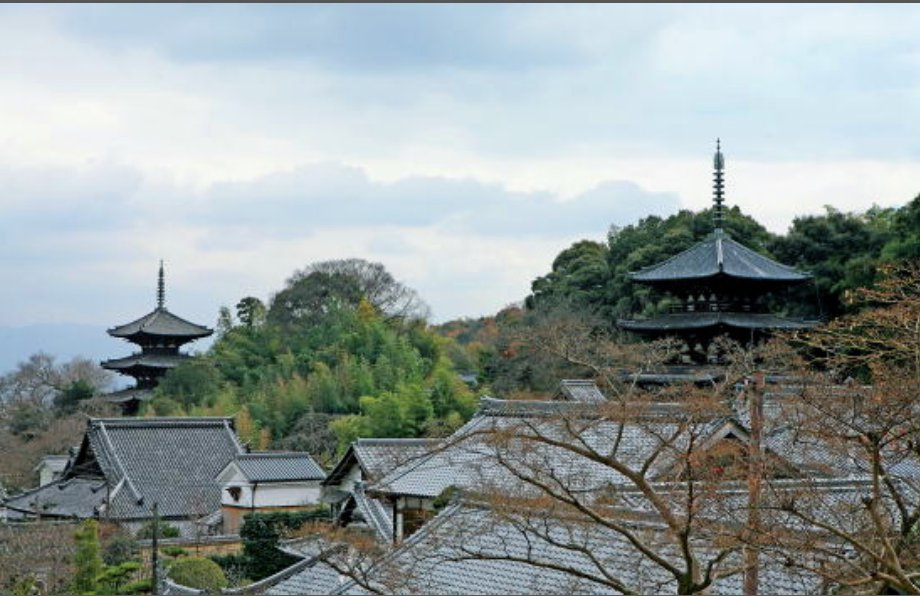
Ostpagode (links) und Westpagode (rechts)

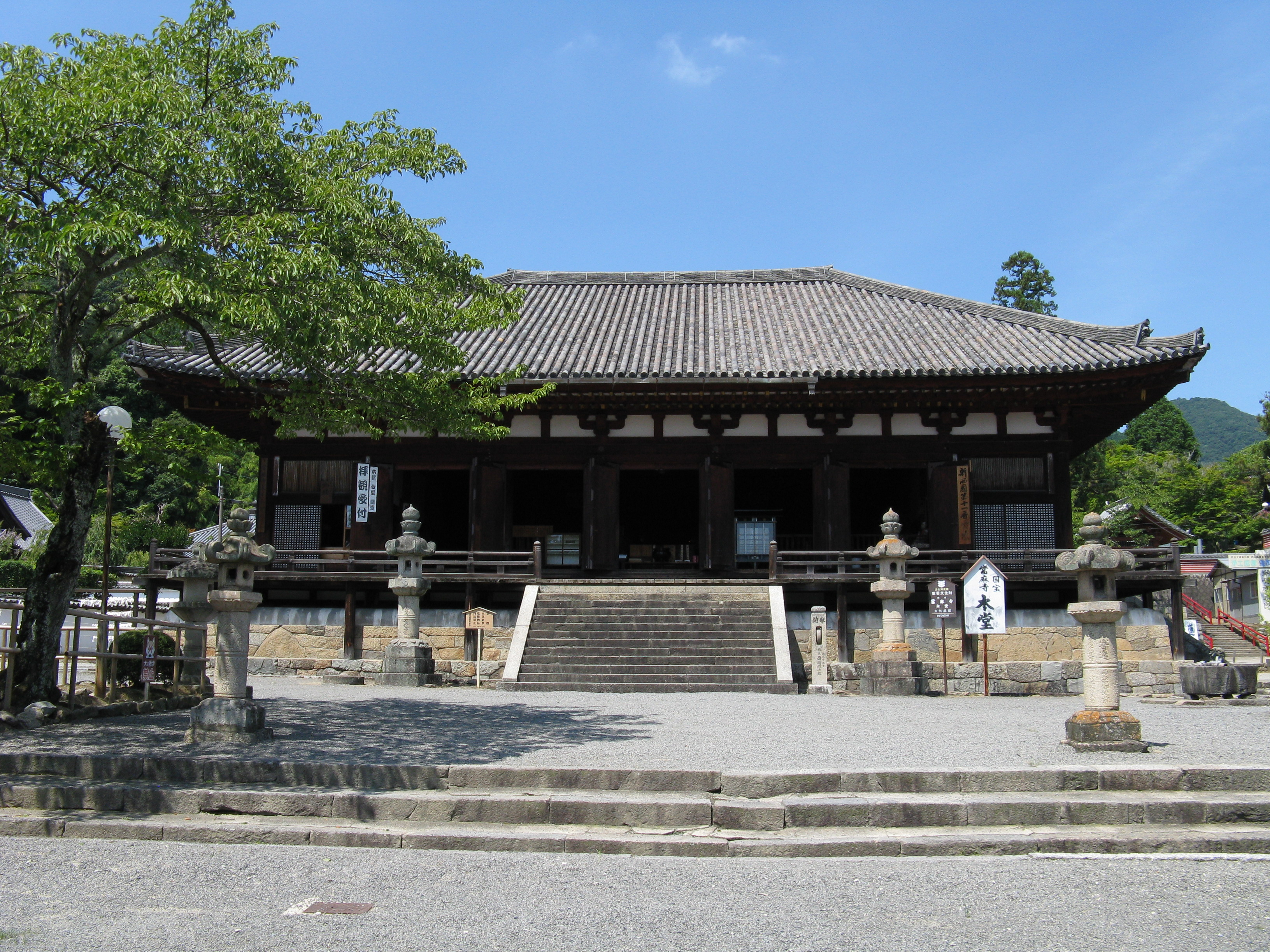
Mandala-Halle

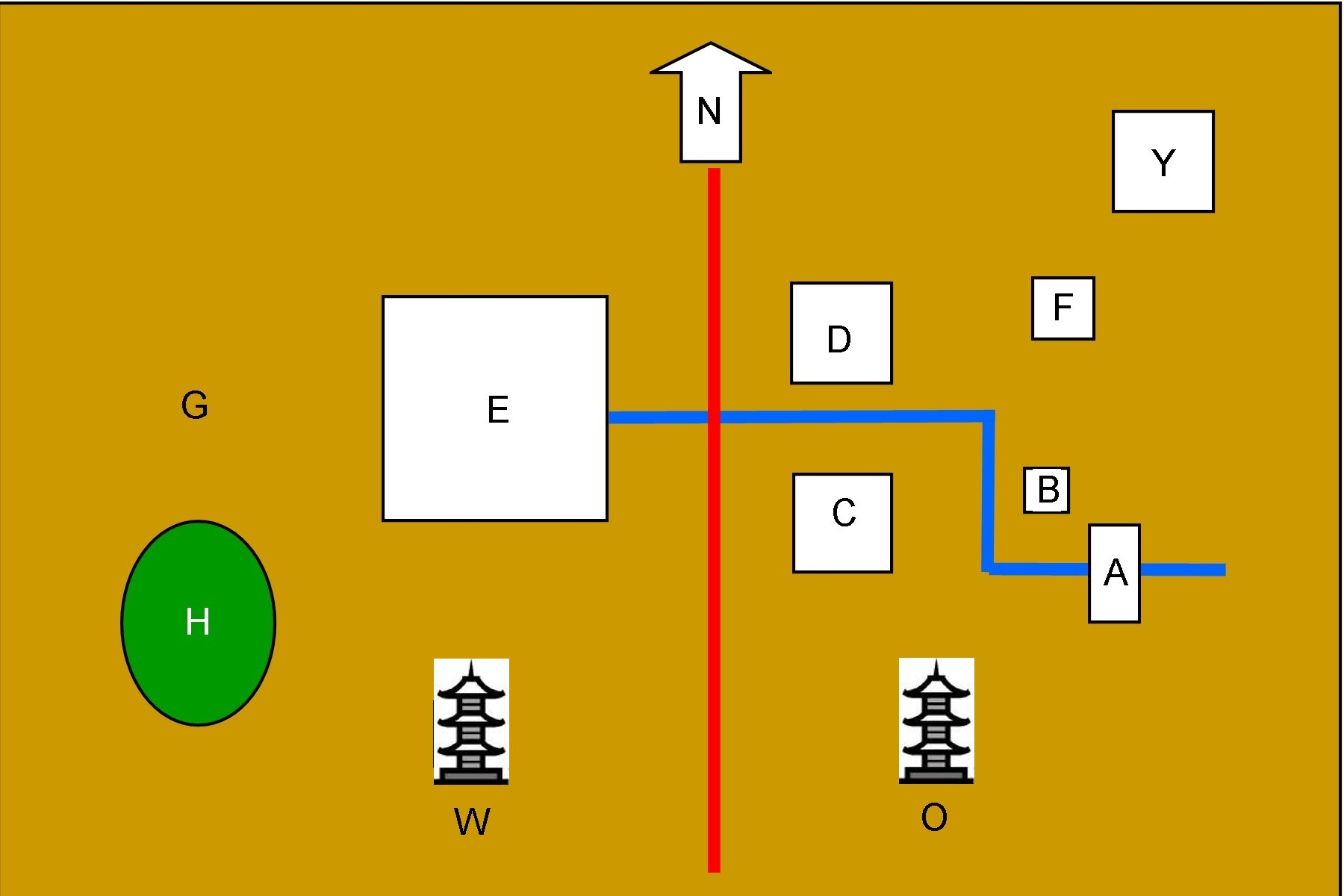
Skizze des Taima-dera mit wichtigen Gebäuden

Der Taima-dera (japanisch 当麻寺 bzw. 當麻寺) ist ein buddhistischer Tempel im Süden der japanischen Präfektur Nara in der Stadt Katsuragi.

## Zur Geschichte
Der Überlieferung nach soll im Jahre 612 der Sohn des Kaisers Yōmei, Prinz Maroko (麻呂子王 Maroko no Ō), den Tempel als Nijōsan Mampōzōin Zenrin-ji (二上山万法蔵院 禅林寺) errichtet haben. Danach soll im Jahre 692 der Enkel Taima no Kunimi (當麻国見), einem Traum folgend, den Tempel an den heutigen Platz verlegt haben. Heute nimmt man eher an, dass der Tempel zu Beginn der Heian-Zeit als Haustempel des Taima-Klans errichtet wurde.
Der Tempel gehörte in der Heian-Zeit zum Kōfuku-ji, wurde 1180 im Zuge des Gempei-Kriegs weitgehend zerstört. Danach wurde er unter Förderung von Minamoto no Yoritomo wieder aufgebaut. Zu Beginn folgte der Tempel der Sanron-Lehre (三論宗), aber unter dem Einfluss von Kōbō Daishi übernahm er die Shingon-Lehre, später auch dazu die Jōdo-Lehre (浄土宗). Mit der Sage von der Chūjō-hime und dem Mandala-Wandteppich (綴織當麻曼荼羅図, Tsuzure-ori Taima Mandara-zu) wurde der Tempel für die Jōdo-Gläubigen eine wichtige Kultstätte.

## Die Anlage
- Man betritt den Tempel, etwas ungewöhnlich, von Osten her durch das Tōdai-mon (A), das als Rōmon ausgeführt ist und in dem die Tempelwächter, die Niō aufgestellt sind. Auch die weiteren Gebäude sind nach Osten ausgerichtet.
- Als Nächstes folgt der Glockenturm (B).
- Etwas erhöht angelegt sind nebeneinander (C) die Haupthalle (金堂 Kondō) und rechts daneben (D) die Lehrhalle (講堂 Kōdō)
- Dahinter steht etwas erhöht die Mandala-Halle ((曼荼羅堂 Mandara-dō oder 本堂 hondō) (E).
- Linker Hand, also der gewöhnlichen Anordnung der Tempelgebäude entsprechend im Süden, befinden sich zwei dreistöckige Pagoden aus dem 8. Jahrhundert (O) und (W). Dies ist die einzige Tempelanlage in Japan, die zwei Pagoden aus der Entstehungszeit vorweisen kann.[1]
- Im Westen der Anlage schließt sich (G) als Untertempel (塔頭 tatchū) das Oku-no-in (奥之院) in an, das neben dem Tempelgarten einen schönen Garten (H) besitzt, der für seine Pfingstrosen bekannt ist.
- Im Nordosten der Anlage steht die Yakushi-dō (Y).

Die Mandala-Halle und die beiden Pagoden sind als Nationalschätze Japans registriert, die Haupthalle, Lehrhalle, die Yakushi-dō, das Osttor, der Glockenturm u. a. Bauwerke als Wichtige Kulturgüter.

## Kulturgüter
(⦿ = Nationalschatz, ◎ = Wichtiges Kulturgut Japans)
- Die ⦿ Glocke (梵鐘 bonshō) wird auf die Hakuhō-Zeit datiert und ist damit die älteste in Japan.
- In der Haupthalle wird ein aus Ton aufgebauter, sitzender ⦿ Miroku Buddha (塑造弥勒仏坐像) verehrt. Weiter sind dort die ◎ Vier Himmelskönige in Trockenlack-Ausführung und eine hölzerne ◎ Kichijō-ten aufgestellt.
- In der Mandala-Halle kann eine Kopie (◎) des Mandala-Wandteppichs[2] besichtigt werden. Es stammt aus der Muromachi-Zeit und unterscheidet sich deutlich von dem sehr beschädigten Original.
- In der Lehrhalle befinden sich ◎ Amida Nyorai, ◎ Myōdō Bosatsu und ◎ Jizō Bosatsu aus Holz.

## Legende der Prinzessin Chūjō-hime
Prinzessin Chūjō-hime (中将姫) soll die Tochter von Fujiwara no Toyonari (藤原豊成; 704–764) gewesen sein, der in der Nara-Zeit Minister war. Sie soll mit 16 Jahren aus Angst vor der Stiefmutter in den Taima-dera geflohen sein, wo sie auch Hō’nyoni (法如尼) genannt wurde. Dort soll eine alte Nonne sie aufgefordert haben, in den Provinzen Yamato, Kawachi und Ōmi Lotus zu sammeln. Aus den Lotus-Stängeln soll sie Fäden produziert und gefärbt haben. Die alte Nonne und eine junge sollen dann den Teppich gewebt haben und anschließend nach Westen in den Himmel aufgestiegen sein. Die Prinzessin erkannte, dass es sich bei den beiden um Amida Nyorai und Kannon Bosatsu handelte und verkündete diese Geschichte bis an ihr Lebensende. – Eine andere Version besagt, dass die Prinzessin selbst in einer Nacht das Nirvana-Mandala webte und ins Nirvana gebracht wurde, wo sie noch heute lebt.

## Tempelfest
Jedes Jahr am 14. Mai wird die „Prozession der 25 Bodhisattvas“ (当麻寺二十五菩薩来迎会) durchgeführt, um Chūjō-hime zu feiern, die von 25 Bodhisattvas in Buddhas Nirvana geführt wurde. Als Bodhisattva verkleidete Personen tragen eine Statue der Prinzessin in einer Prozession von der Mandala-Halle zur (F) Halle Shabadō (娑波堂) und von dort wieder zur Mandala-Halle zurück, um den Weg von der Welt ins Nirvana darzustellen.

## Galerie

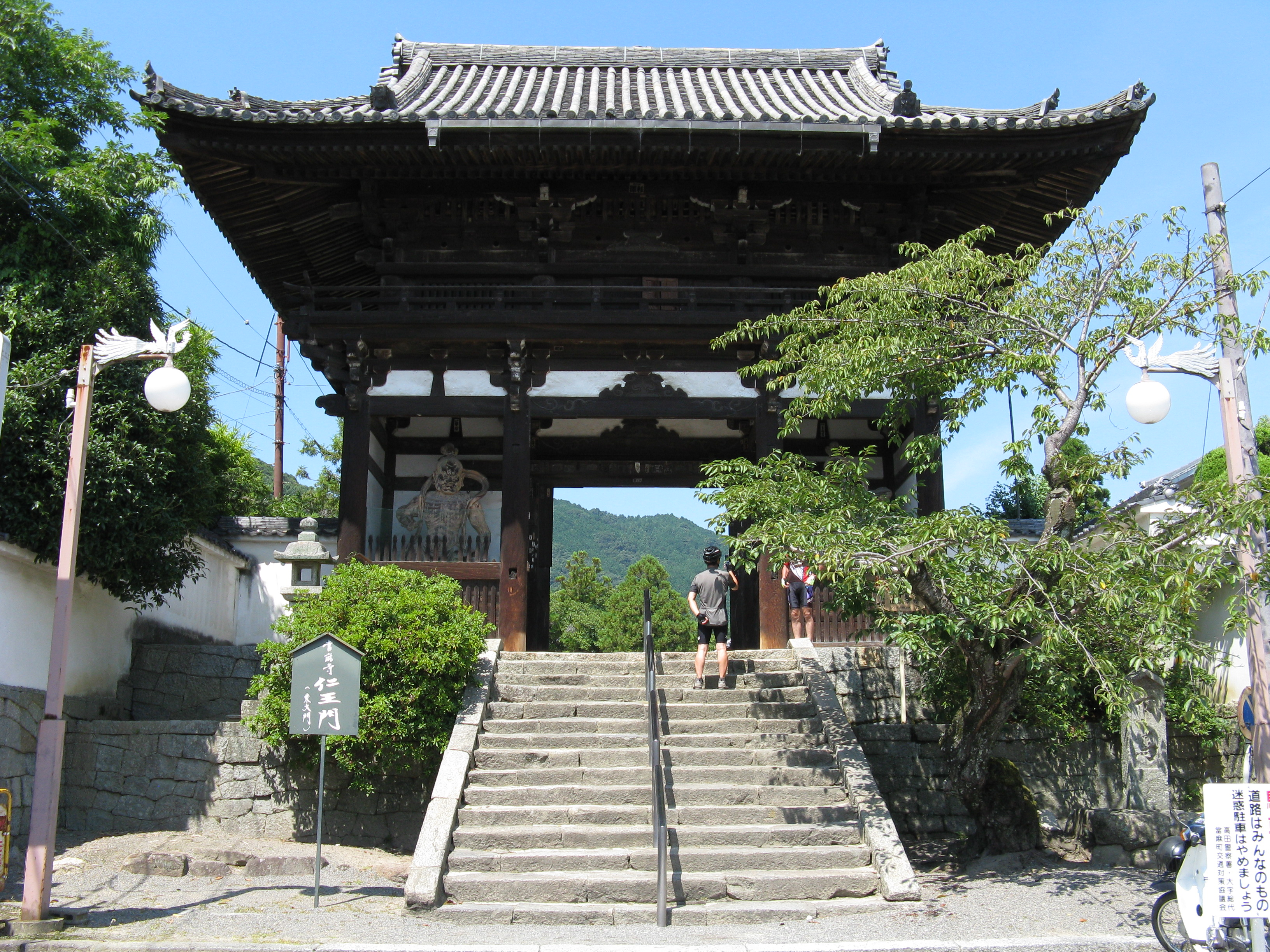
Osttor
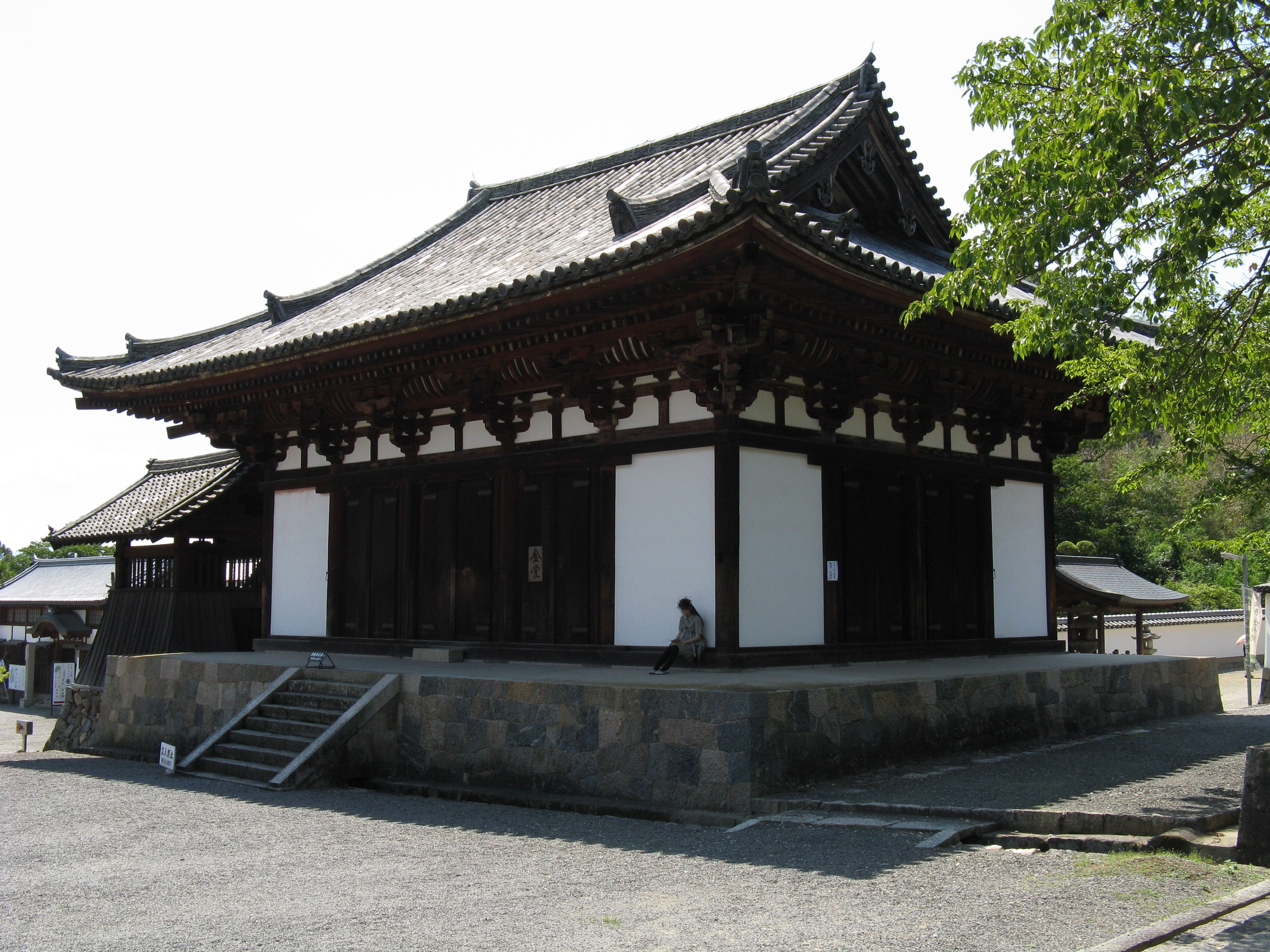
Kondō
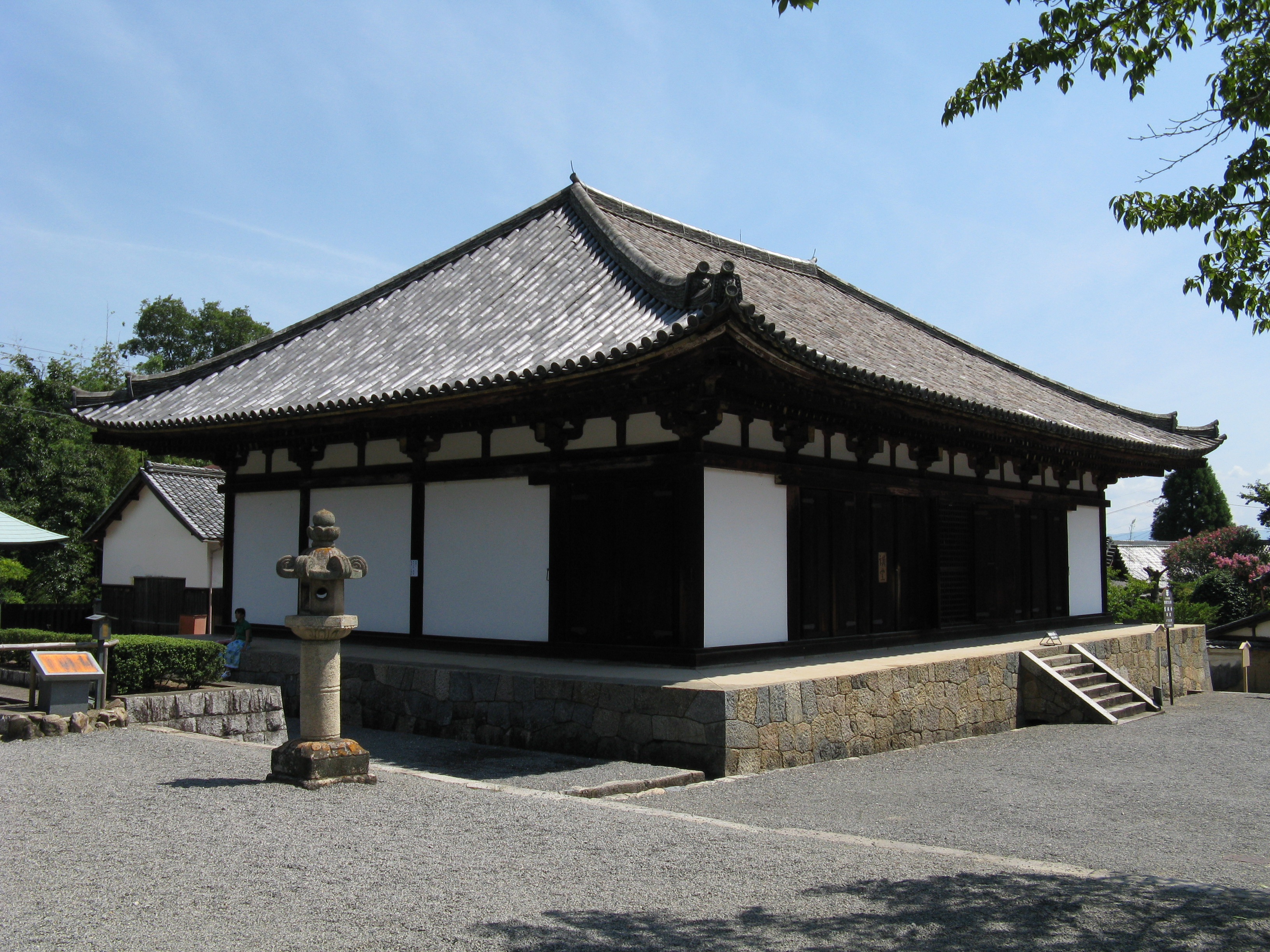
Kōdō
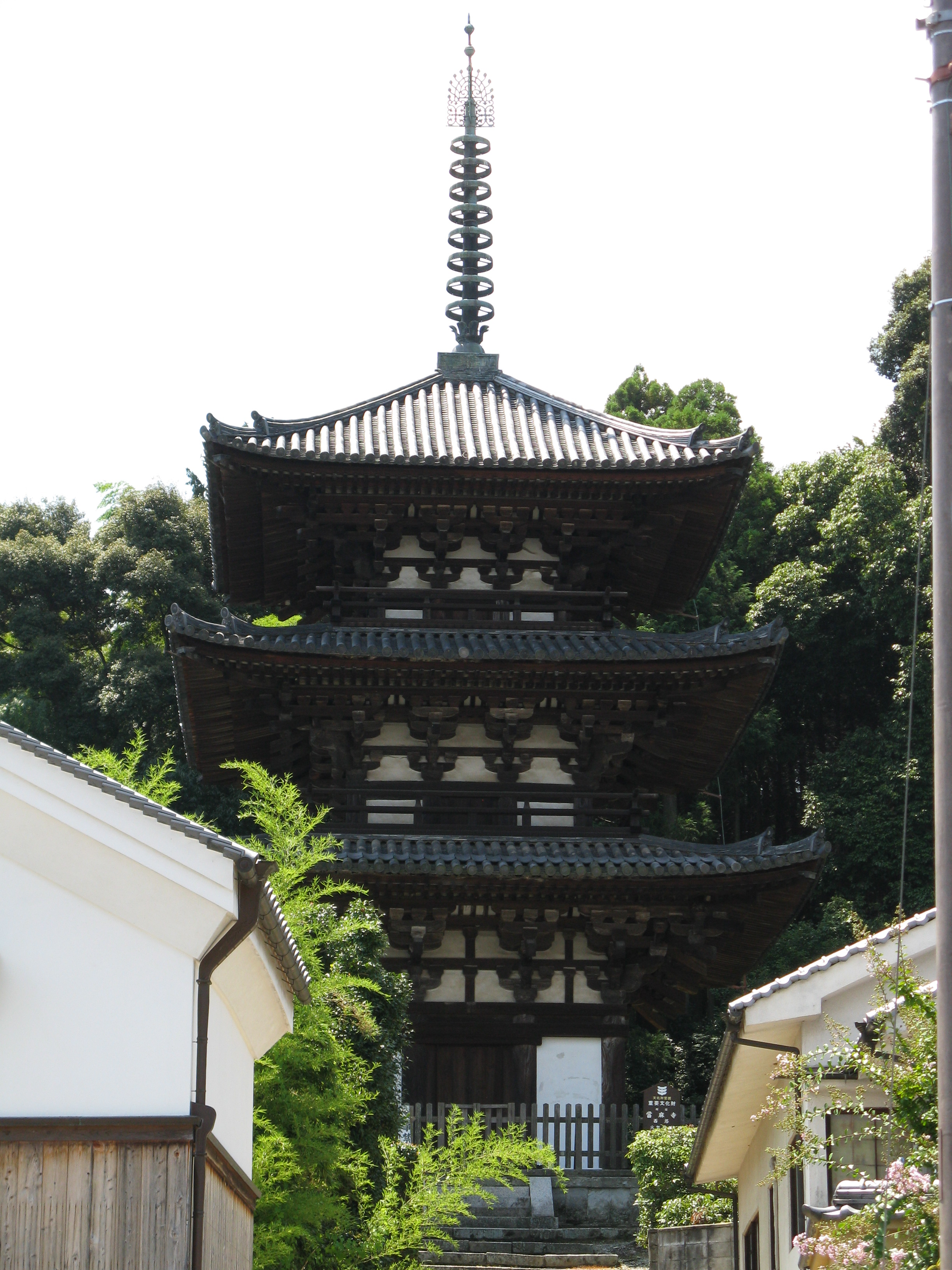
Westpagode
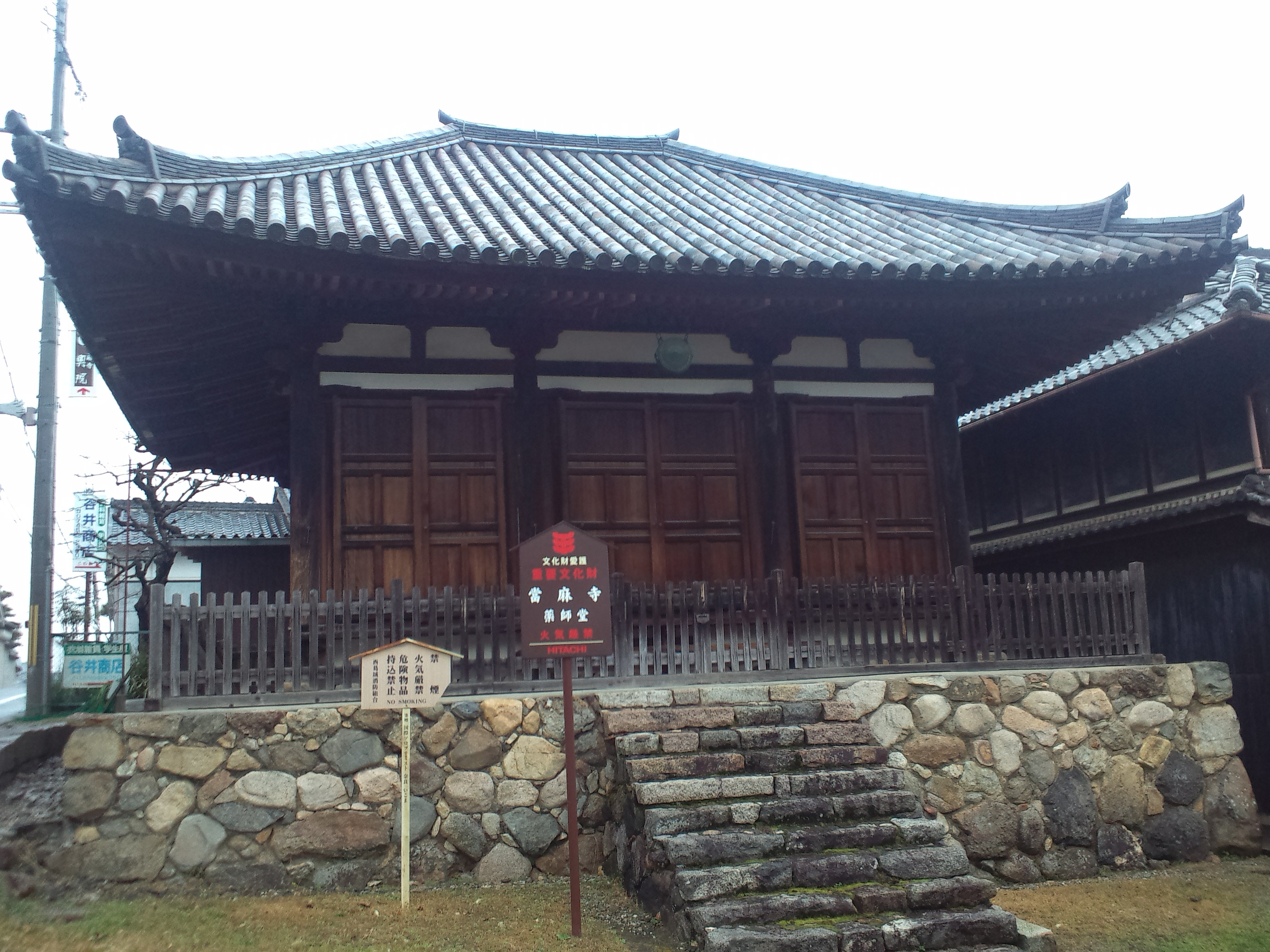
Yakushi-dō
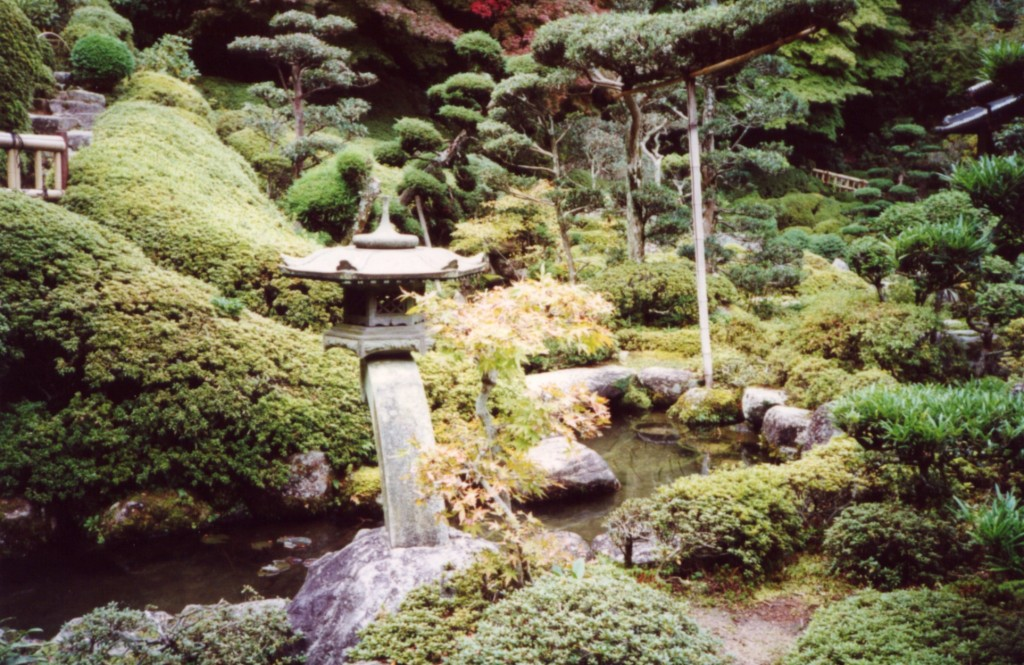
Tempelgarten